# Hyène brune
 (janvier 2021).
Si vous disposez d'ouvrages ou d'articles de référence ou si vous connaissez des sites web de qualité traitant du thème abordé ici, merci de compléter l'article en donnant les références utiles à sa vérifiabilité et en les liant à la section « Notes et références ».
Parahyaena brunnea
Espèce
Synonymes
Statut de conservation UICN

 NT - 2000 : Quasi menacé
Statut de conservation UICN

 NT  : Quasi menacé
La hyène brune (Parahyaena brunnea, précédemment Hyaena brunnea) est une espèce de hyène qui vit dans le sud de l'Afrique. Contrairement à la hyène tachetée, elle est une médiocre chasseuse et se nourrit surtout de charognes.

## Synonymes
A. Smith l'a décrite sous le nom Hyæna villosa (1827) ; G. Cuvier sous le nom Hyæna ruffa ; et Isidore Geoffroy Saint-Hilaire sous le nom Hyæna fusca.

## Aire de répartition
Botswana, Namibie, Afrique du Sud (désert du Kalahari, désert de Namibie), Mozambique, Zimbabwe ouest et sud, Mozambique sud.

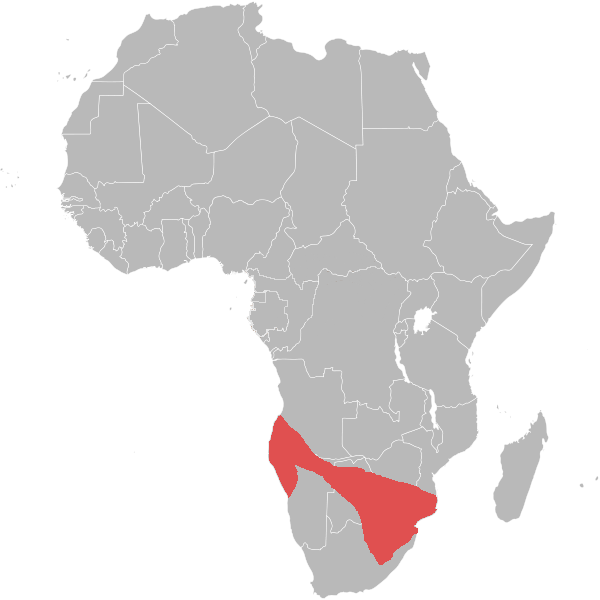
Répartition de la hyène brune

## Description
Elle est plus petite que la hyène tachetée. La longueur du corps varie entre 1,10 m et 1,35 m.
Elle a de longs poils gris-brun foncé, longs et touffus, qui lui recouvrent le corps, sauf sur les pattes qui portent des rayures rapprochées brun foncé sur fond gris. La tête est grise,.
Les mâles sont un peu plus grands que les femelles.

## Mode de vie
Les clans, variant de 4 à 15 individus, sont plus petits que ceux des hyènes tachetées. Ils sont actifs la nuit et se déplacent alors à la recherche de charognes. Les hyènes brunes complètent leur régime avec des fruits riches en eau et occasionnellement des petits oiseaux, mammifères ou reptiles.
Sur la côte des squelettes, les jeunes otaries à fourrure d'Afrique du Sud et chacals à chabraque qui s'éloignent des adultes sont la principale ressource alimentaire de l'espèce.

## Menaces sur l'espèce
D'après l'Union internationale pour la conservation de la nature, le nombre d'individus serait compris entre 4 365 et 10 111.
Les principaux prédateurs des hyènes brunes sont les lions, les hyènes tachetées et, pour les jeunes, les chacals et les lycaons. L'Homme, qui les accuse de dégâts sur les productions agricoles, peut également les tuer, par tir ou piégeage.

#### Sous le nomParahyaena brunnea
- (en) Catalogue of Life : Parahyaena brunnea (Thunberg, 1820) Non Valide
- (fr + en) ITIS : Parahyaena brunnea  (Thunberg, 1820) Non valide
- (en) NCBI : Parahyaena brunnea (taxons inclus)
- (en) UICN : espèce Hyaena brunnea  Thunberg, 1820

#### Sous le nomHyaena brunnea
- (en) Mammal Species of the World (3e  éd., 2005) : Hyaena brunnea  Thunberg, 1820
- (en) Catalogue of Life : Hyaena brunnea Thunberg, 1820 (consulté le 16 décembre 2020)
- (fr + en) ITIS : Hyaena brunnea  Thunberg, 1820
- (en) Animal Diversity Web : Hyaena brunnea
- (en) UICN : espèce Hyaena brunnea  Thunberg, 1820
- (fr + en) CITES : espèce Hyaena brunnea Thunberg, 1820  (+ répartition) (sur le site de l’UNEP-WCMC)
- (en) Fonds documentaire ARKive : Hyaena brunnea